# Leptotarsus (Tanypremnella) crystallinus
Leptotarsus (Tanypremnella) crystallinus is een tweevleugelige uit de familie langpootmuggen (Tipulidae). De soort komt voor in het Neotropisch gebied.